# Şırnak (provincie)
Provincie Şırnak je území v Turecku, ležící v jihovýchodní Anatolii. Hlavním městem je Şırnak. Provincie se rozkládá na ploše 7 172 km2 a na konci roku 2009 zde žilo 430 424 obyvatel. Sousedí se Sýrií a Irákem.

## Administrativní členění
Provincie Şırnak se administrativně člení na 7 distriktů:
- Beytüşşebap
- Cizre
- Güçlükonak
- İdil
- Silopi
- Şırnak
- Uludere